# Copa Federação Matogrossense de Futebol
La Copa Federação Matogrossense de Futebol o Copa FMF és la competició futbolística de l'estat de Mato Grosso, organitzat per la Federação Matogrossense de Futebol.
Inicialment fou anomenada Copa Governador de Mato Grosso i Copa Mato Grosso fins que adoptà l'actual nom l'any 2017.

## Campions
Font:
| Temporada | Campió                                     | Resultat                                   | Finalista                                  |
| --------- | ------------------------------------------ | ------------------------------------------ | ------------------------------------------ |
| 2004      | Luverdense                                 | 6-1, 1-1                                   | Cuiabá                                     |
| 2005      | Operário                                   | lligueta                                   | União Rondonópolis                         |
| 2006      | Cacerense                                  | 1-1, 2-1                                   | Vila Aurora                                |
| 2007      | Luverdense                                 | lligueta                                   | Cacerense                                  |
| 2008      | Araguaia                                   | lligueta                                   | União Rondonópolis                         |
| 2009      | Vila Aurora                                | 1-1, 1-0                                   | Cuiabá                                     |
| 2010      | Cuiabá                                     | 3-1, 2-1                                   | Operário                                   |
| 2011      | Luverdense                                 | 2-2, 1-0                                   | Operário                                   |
| 2012      | Mixto                                      | 1-1, 1-0                                   | União Rondonópolis                         |
| 2013      | Rondonópolis                               | 1-1, 2-0                                   | União Rondonópolis                         |
| 2014      | no es disputà                              | no es disputà                              | no es disputà                              |
| 2015      | Dom Bosco                                  | 2-0, 3-2                                   | União Rondonópolis                         |
| 2016      | Cuiabá                                     | 2-1, 3-2                                   | Mixto                                      |
| 2017      | União Rondonópolis                         | 1-1, 0-0 (2-0 p)                           | Cuiabá                                     |
| 2018      | Mixto                                      | 2-1, 0-1 (3-2 p)                           | Dom Bosco                                  |
| 2019      | Luverdense                                 | 0-1, 2-1 (4-3 p)                           | Cuiabá                                     |
| 2020      | cancel·lat per la pandèmia de la COVID-19. | cancel·lat per la pandèmia de la COVID-19. | cancel·lat per la pandèmia de la COVID-19. |
| 2021      | União Rondonópolis                         | 2-0, 0-0                                   | Dom Bosco                                  |
| 2022      | Nova Mutum                                 | lligueta                                   | CEOV                                       |
| 2023      | Mixto                                      | lligueta                                   | Cuiabá                                     |
| 2024      | CEOV                                       | 1-0, 0-0                                   | Nova Mutum                                 |

1. ↑  Originalment, Cuiabá va guanyar la Copa FMF 2017 (1-1 i 2-0 contra Dom Bosco). Dos mesos després d'acabar la Copa, el Tribunal Superior de Justícia Esportiva (STJD) va retornar 9 punts descomptats a la União Rondonópolis en la primera fase. Així, la União Rondonópolis va acabar quart i es va classificar per a les semifinals. Les anteriors semifinals, Dom Bosco i Mixto, van ser anul·lades i la União Rondonópolis va jugar noves semifinals contra Dom Bosco.[3] La União Rondonópolis va guanyar als penals i va passar a la nova final contra Cuiabá.[4] A la final, l'União Rondonópolis va guanyar als penals.[5]